# Hallein
Hallein er en by i delstaten Salzburg i Østrig. Den ligger ca. 15 kilometer syd for delstatshovedstaden Salzburg og er delstatens næststørste by. Hallein er distriktshovedby i Tennengau og er endvidere en vigtig industriby.
Navnet "Hallein" stammer fra det keltiske ord for saltopløsning "Hall" samt den tysksprogede ordendelse for "lille" "-lein". Bynavnet henviser til den store betydning, som salt har haft for byen. Byen er først og fremmest kendt for den historiske saltudvinding og vigtige fund efter kelterne.
Komponisten Franz Xaver Grubers, der komponerede julesalmen Glade jul, dejlige jul, boede i mange år i Hallein, og hans gravsted findes ved kirken i byens centrum.

## Befolkning
Befolkningstallet i Hallein er vokset fra 12.783 i 1891 til 19.169 i 2007, og Hallein ligger dermed over den gennemsnitlige befolkningstilvækst i delstaten Salzburg. En af grundene er øget indvandring af arbejdskraft fra Tyrkiet og det tidligere Jugoslavien i 1970'erne til Halleins industrier.

## Historie
På grund af geologiske forhold når saltholdig sten på Dürrnberg ved Hallein næsten op til jordoverfladen, hvilket giver forholdsvis nem adgang til saltudvinding. Fra bjerget springer flere saltholdige kilder, som allerede er blevet udnyttet af stenalderens jægerfolk omkring 2000 f.Kr.
Omkring 600 f.Kr. begyndte man en egentlig udvinding af salt fra miner, Salthandelen gav kelterne stor rigdom, hvilket bl.a. kan ses på rigt udsmykkede grave fra den tid. Saltudvindingen gjorde Dürrnberg sammen med andre dalbyer på Salzachs venstre bred til økonomisk og politisk centrum.
Med indlemmelsen af det keltiske rige Noricum i Romerriget i år 15 f.Kr. blev saltudvindingen, sandsynligvis som følge af konkurrence med udvinding af havsalt, indstillet. Efter 1000 års stilstand blev saltproduktionen genoptaget med hjælp fra ny teknologi, hvor minekamre fyldes med vand og dermed opløser de saltholdige sten, hvorefter vandet pumpes op igen. Det var Salzburgs velhavende ærkebiskopper, der forestod produktionen og opnåede her igennem enorm rigdom og magt. Dürrnberg og Hallein opnåede demed igen betydelig økonomisk og politisk indflydelse indenfor østalpe-området. Salthandelen, der fortrinsvis skete via Salzach som transportvej, fik så stor økonomisk betydning, at den i århundreder udgjorde halvdelen af ærkebiskoppernes indtægtsgrundlag.
Bøhmen udgjorde et vigtigt afsætningsmarked for Halleins salt, idet landet var et vigtigt handelscentrum for salt i Europa, men da Bøhmen blev østrigsk provins i 1627 mistede Salzburg et vigtigt marked. Da man samtidig tabte en saltkrig mod Bayern fulgte en økonomisk nedtur for saltproduktionen og dermed også da mange, der var beskæftiget med saltproduktion. Nedgangen forstærkedes yderligere i 1731/32 under modreformationen i Salzburg, hvor et større antal protestanter blev udvist af landet.
Ærkebispedømmet Salzburg mistede under Napoleonskrigene i begyndelsen af 1800-tallet sin selvstændighed og kom i 1816 under Habsburg-kronen i Østrig. Det gav imidlertid ikke væsentlig opsving for saltproduktionen, og for at skabe et bredere økonomisk grundlag for Hallein etablerede man flere industrier i byen i anden halvdel af 1800-tallet. Man byggede således en cementfabrik, en cigar- og en papirfabrik.
I 1954/55 etablerede man et moderne termokompressionsanlæg i byen, hvilket gav yderligere teknologisk fremgang.
I 1989 lukkede man den sidste saltudvinding på Dürrnberg i Hallein, og anlægget anvendes i dag til turist- og kulturmæssige formål. Det nedlagte saltanlæg på Pernerinsel benyttes i kulturmæssig sammenhæng særlig i forbindelse med Salzburger Festspiele.

## Politik
Kommunalbestyrelsen består af 25 medlemmer, og ved det seneste valg i 2009 blev mandatfordelingen således:
- ÖVP, 15 mandater
- SPÖ, 16 mandater
- FPÖ, 2 mandater
- Grüne, 2 mandater

Borgmester er Christian Stöckl (ÖVP).

## Trafik
Hallein ligger på jernbanelinjen mellem Schwarzach-St. Veit og Spittal an der Drau i Kärnten. Endvidere betjenes Hallein og bydelen Burgfried af S-Bahn Salzburg. Delstatshovedstaden Salzburg kan således nås med tog i løbet af 15 til 20 minutter.
Hallein ligger endvidere ved Tauern Autobahn (A10).

## Skole og uddannelse
Hallein har i alt 18 skoler og omkring 6.000 studerende:
- Universitäts- und Landessportzentrum Salzburg/Rif (ULSZ Rif)
- Bundesgymnasium und Bundesrealgymnasium am Georgsberg
- Bundeshandelsakademie und Bundeshandelsschule
- Höhere Lehranstalt für Mode und Bekleidungstechnik
- Höhere technische Bundeslehranstalt für Betriebsinformatik, Betriebsmanagement, Innenraumgestaltung & Möbelbau, Hochbau, Ecodesign, Holzbautechnik & Zimmerei, Maschinenbau, Tischlerei, Steinmetz und Bildhauerei
- Höhere Lehranstalt und Fachschule für wirtschaftliche Berufe mit dem Schwerpunkt Wellness
- Landesberufsschule Hallein
- Polytechnische Schule
- Sonderpädagogisches Zentrum
- 5 folkeskoler
- 3 realskoer